# Not Good Enough for Truth in Cliché
«Not Good Enough for Truth in Cliché» (traducido como No es lo suficientemente bueno para la verdad en el cliché), es el primer sencillo Dying Is Your Latest Fashion, álbum debut de la banda de post hardcore estadounidense Escape The Fate, el sencillo fue lanzado el 26 de septiembre del 2006, junto con su álbum debut.

## Videos musicales

### Versión oficial
El video fue dirigido por Luke Reeve, muestra a la banda interpretar el tema en un café abandonado, siendo las ruinas de "Capulet Café", dando referencias a la obra de Shakespeare Romeo y Julieta. A través de la historia, la banda se ve tocando en diferentes días en el café antes de su deterioro, en el cumpleaños de Juliet (camarera en la cafetería) durante el video, Ronnie comparte miradas con Juliet, e incluso se empiezan a besar durante el segundo coro. Durante el interludio, Juliet y Ronnie están discutiendo, esta causa daños en el café, mientras discutía con Ronnie. De uno de ellos cae lo que parece ser un billete de avión, y Juliet bebe un frasco de líquido rojo (veneno), luego lo bebe Ronnie y en la última escena aparecen en el suelo, junto a pétalos de rosa, muertos supuestamente.
Mandy Murders es la actriz del video, la que fue novia de Ronnie anteriormente, también aparece en la portada del álbum.

### Versión demo
El video muestra a la banda tocar en un desierto, además de diferentes imágenes, este video fue dirigido por J. Reyes en el 2005.

## Personal
Escape the Fate
- Ronnie Radke –- voces/screams, guitarra adicional
- Bryan Money –- guitarra principal, coros
- Omar Espinosa –- guitarra rítmica, screams
- Max Green –- bajo, screams
- Robert Ortiz –- batería, percusión